# Artemio Ricarte
Artemio Ricarte y García (Batac, 20 ottobre 1866 – Kalinga, 31 luglio 1945) è stato un rivoluzionario e generale filippino durante la rivoluzione filippina e la guerra filippino-americana.
Noto come il "padre dell'Armata Filippina", fu il primo Capo delle Forze Armate delle Filippine, dal 22 marzo 1897 al 22 gennaio 1899. Dopo la sconfitta delle Filippine nella guerra filippino-americana, egli non riconobbe mai le autorità statunitensi, le quali occuparono le Filippine dal 1898 al 1946.

## Biografia
Dopo lo scoppio della rivoluzione filippina il 31 agosto 1896, Ricarte guidò i rivoluzionari nell'attacco contro una caserma spagnola a San Francisco de Malabon. Dopo essersi sbarazzato delle truppe straniere, prese le guardie civili come prigionieri. Il 22 marzo 1897, durante la Convenzione di Tejeros, Ricarde fu eletto unanimemente capitano-generale. Fu inoltre promosso a brigadier generale delle truppe di Emilio Aguinaldo. Tuttavia, nella battaglia di Pasong Santol Bonifacio gli ordinò di guidare le truppe del Magdiwang e di intercettare i rinforzi delle forze del Magdalo, diretti a Pasong Santol. Ciò limitò il numero di forze dell'armata di Crispulo Aguinaldo e consentì la vittoria spagnola nella battaglia.
Guidò i suoi uomini nelle battaglie di Cavite, Laguna e Batangas. Più tardi Aguinaldo gli chiese di rimanere a Biak-na-Bato, San Miguel, per visionare la resa incondizionata accordata tra il governo spagnolo e le forze del generalissimo.